# Pungoteague (Virginia)
Pungoteague es un lugar designado por el censo situado en el condado de Accomack, Virginia  (Estados Unidos). Según el censo de 2010 tenía una población de 347 habitantes.

## Demografía
Según el censo de 2010, Pungoteague tenía una población en la que el 62,2% eran blancos; el 33,7% afroamericanos; el 1,4% eran indios americanos y nativos de Alaska; el 0,0% eran asiáticos; el 0,0% hawaianos y otros isleños del Pacífico; el 1,7% de otra raza, y el 0,9% a partir de dos o más razas. El 2,0% del total de la población eran hispanos o latinos de cualquier raza.